# Doulgou
Doulgou (auch: Doulgou I, Doulougou, Dulgu) ist ein Dorf in der Landgemeinde Dargol in Niger.

## Geographie
Das von einem traditionellen Ortsvorsteher (chef traditionnel) geleitete Dorf befindet sich rund 31 Kilometer südwestlich des Hauptorts Dargol der gleichnamigen Landgemeinde, die zum Departement Gothèye in der Region Tillabéri gehört. Zu den Siedlungen in der näheren Umgebung von Doulgou zählen Boura im Norden, Tassia im Nordosten, Gabikane im Osten, Waraw im Südosten und Bouppo im Südwesten.
Doulgou ist Teil der Übergangszone zwischen Sahel und Sudan. Die durchschnittliche jährliche Niederschlagsmenge beträgt hier zwischen 400 und 500 mm. Beim Dorf erstreckt sich ein 40 Hektar großer semipermanenter See, die Mare de Doulgou. Es wurde die Schlangenart Weißbauch-Sandrasselotter (Echis leucogaster) im Ort beobachtet.

## Geschichte
Wie in zahlreichen anderen Orten in der Grenzregion zu Burkina Faso und Mali war es bis Mitte 2020 zu einem Eindringen nichtstaatlicher bewaffneter Gruppen gekommen. Zu Beginn des Jahres 2021 flüchteten über 100 Haushalte aus Doulgou und acht weiteren Siedlungen nahe der Staatsgrenze zu Burkina Faso in den Departementshauptort Gothèye. Dem waren verstärkte Aktivitäten bewaffneter islamistischer Gruppen in der Grenzregion vorangegangen. Besonders betroffen waren Frauen, die von den Islamisten gezwungen wurden, Schleier zu tragen und ihre Häuser nicht zu verlassen. Ein lokaler religiöser Anführer aus einem der Dörfer wurde ermordet und weitere bedroht. Hinzu kamen die zwangsweise Einhebung der Zakāt und Viehdiebstähle.
Attacken bewaffneter Gruppen auf mehrere Dörfer lösten im Februar 2022 eine weitere Fluchtbewegung von über 2000 Menschen aus Doulgou und 14 weiteren Siedlungen in der Gegend in den Departementshauptort Gothèye aus. Im Januar 2023 führten die Streitkräfte Nigers eine Operation in der Gegend von Doulgou durch, bei der sie nach eigenen Angaben elf Terroristen töteten und sechs weitere gefangen nahmen. Nach anderen Quellen sollen unter den Toten auch Fulbe-Zivilisten gewesen sein.

## Bevölkerung
Bei der Volkszählung 2012 hatte Doulgou 1756 Einwohner, die in 216 Haushalten lebten. Bei der Volkszählung 2001 betrug die Einwohnerzahl 511 in 63 Haushalten und bei der Volkszählung 1988 belief sich die Einwohnerzahl auf 459 in 69 Haushalten.

## Wirtschaft und Infrastruktur
Im Dorf wird ein Wochenmarkt abgehalten. Der Markttag ist Mittwoch. Es gibt eine Schule.